# Norraca ubalvia
Norraca ubalvia är en fjärilsart som beskrevs av William Schaus 1928. Norraca ubalvia ingår i släktet Norraca och familjen tandspinnare. Inga underarter finns listade i Catalogue of Life.